# Robin S
Robin Stone, bedre kendt som Robin S (født 27. april 1962) er en sanger og sangskriver fra USA, der oplevede succes i 1990'erne med hitsingler som "Show Me Love" (der var hendes debutsingle og et nummer 1-hit) og "Luv 4 Luv". Hun har haft tre nummer et hits på Billboard Hot Dance Club Play hitlisten.

## Diskografi

### Studiealbum
| År                                                                | Album detaljer                            | Højeste hitlisteplacering | Højeste hitlisteplacering | Højeste hitlisteplacering | Højeste hitlisteplacering | Højeste hitlisteplacering | Højeste hitlisteplacering |
| År                                                                | Album detaljer                            | US                        | US R&B                    | CAN                       | GER                       | NLD                       | UK                        |
| ----------------------------------------------------------------- | ----------------------------------------- | ------------------------- | ------------------------- | ------------------------- | ------------------------- | ------------------------- | ------------------------- |
| 1993                                                              | Show Me Love - Formater: CD, kassettebånd | 110                       | 37                        | 67                        | 84                        | 20                        | 34                        |
| 1997                                                              | From Now On - Formater: CD, kassettebånd  | —                         | 79                        | —                         | —                         | —                         | —                         |
| "—" nåede ikke hitlisterne eller blev ikke udgivet i dette område |                                           |                           |                           |                           |                           |                           |                           |

### Singler
| 1993                                                              | "Show Me Love"                                           | 5   | 15 | 9  | 14 | 11 | 29 | 13 | 10 | 9  | 6  | Show Me Love |
| 1993                                                              | "Luv 4 Luv"                                              | 53  | 16 | 7  | 15 | 20 | 24 | 4  | 21 | 20 | 11 | Show Me Love |
| 1993                                                              | "What I Do Best"                                         | 112 | —  | 36 | —  | —  | —  | 23 | —  | —  | 43 | Show Me Love |
| 1994                                                              | "I Want to Thank You"                                    | 103 | —  | 39 | —  | —  | —  | —  | —  | —  | 48 | Show Me Love |
| 1994                                                              | "Back It Up"                                             | —   | —  | 37 | —  | —  | —  | 40 | —  | —  | 43 | Show Me Love |
| 1997                                                              | "Show Me Love '97"                                       | —   | —  | —  | —  | —  | —  | —  | —  | —  | 9  | N/A          |
| 1997                                                              | "It Must Be Love"                                        | 91  | —  | —  | —  | —  | —  | —  | —  | —  | 37 | From Now On  |
| 1997                                                              | "You Got the Love" (with T2)                             | —   | —  | —  | —  | —  | —  | —  | —  | —  | 62 | N/A          |
| 1998                                                              | "Midnight"                                               | —   | —  | —  | —  | —  | —  | —  | —  | —  | —  | From Now On  |
| 1999                                                              | "Dance" (featuring Mary Mary)                            | —   | —  | —  | —  | —  | —  | —  | —  | —  | —  | Dr. Dolittle |
| 1999                                                              | "Show Me Love 99"                                        | —   | —  | —  | —  | —  | —  | —  | —  | —  | —  | N/A          |
| 2002                                                              | "Show Me Love 2002"                                      | —   | —  | —  | —  | 55 | —  | 80 | —  | 98 | 61 | N/A          |
| 2006                                                              | "Show Me Love 2006"                                      | —   | —  | —  | —  | —  | —  | —  | —  | —  | 72 | N/A          |
| 2008                                                              | "Show Me Love 2008"                                      | —   | —  | 24 | —  | —  | —  | 1  | —  | —  | —  | N/A          |
| 2009                                                              | "Show Me Love 2009" (with Steve Angello & Laidback Luke) | —   | 64 | —  | 25 | 93 | 25 | —  | —  | —  | 11 | N/A          |
| 2009                                                              | "At My Best" (with Corey Gibbons)                        | —   | —  | —  | —  | —  | —  | —  | —  | —  | —  | N/A          |
| 2015                                                              | "Love Thing"                                             | —   | —  | —  | —  | —  | —  | —  | —  | —  | —  | N/A          |
| "—" nåede ikke hitlisterne eller blev ikke udgivet i dette område |                                                          |     |    |    |    |    |    |    |    |    |    |              |